# Паросский мрамор
Об историческом документе см. Паросская хроника

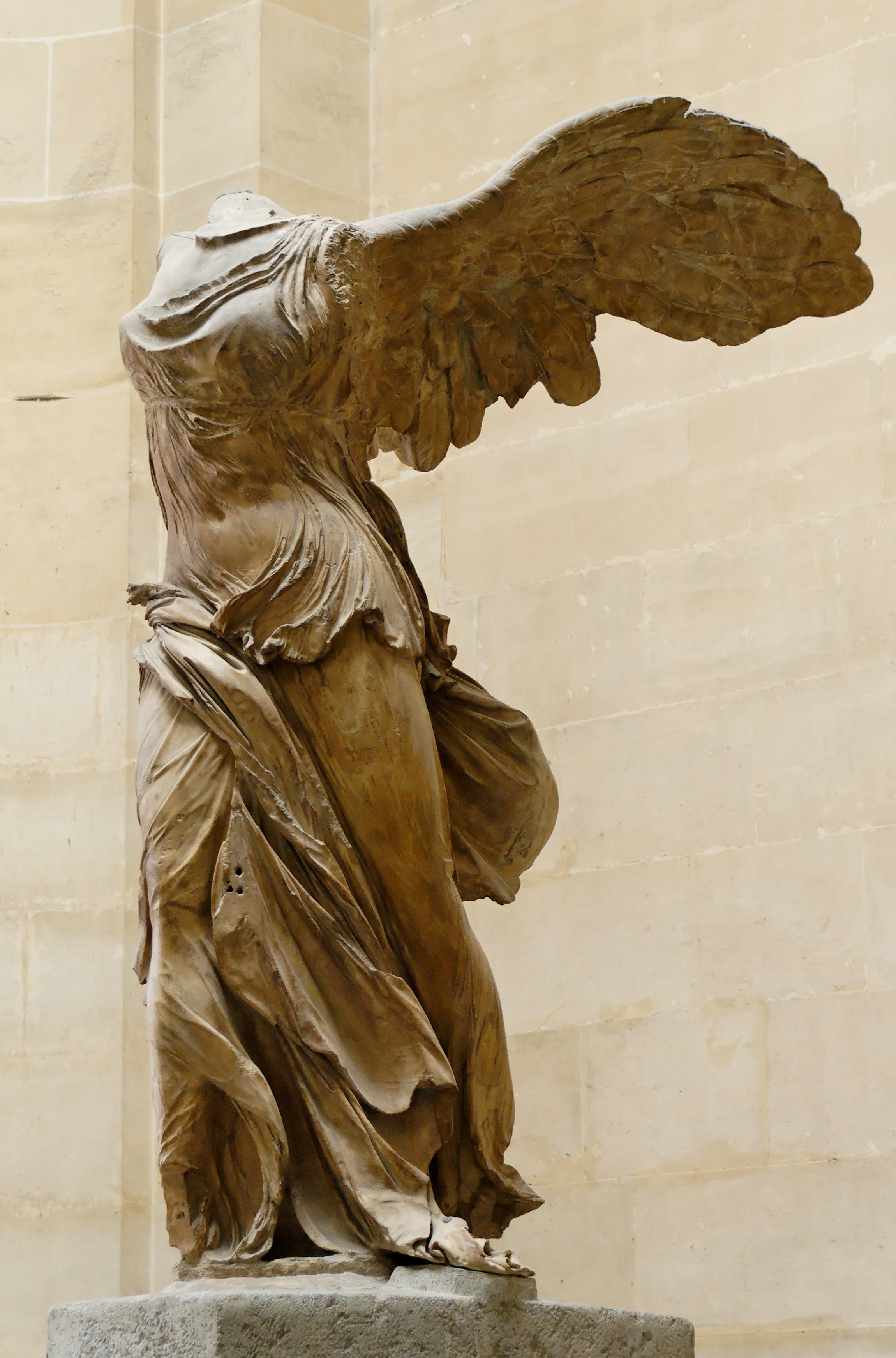
Ника Самофракийская сделана из паросского мрамора (ок. 220–190 гг. до н. э.).

Паросский мрамор (греч. Μάρμαρο Πάρου) — мелкозернистый твёрдый мрамор чистого белого цвета безупречного качества. Добывался в классическую эпоху на греческом острове Парос в Эгейском море.
Высоко ценился древнегреческими скульпторами, многие шедевры, такие как Венера Медицейская и Ника Самофракийская, вырезаны из него. Основные залежи находятся в Марнесских каменоломнях, начали обрабатываться с VI века до н. э. Они существуют и по сей день. Главным соперником паросского мрамора был пентеликонский, но его белизна становилась немного золотистой на солнце. Также широко распространён каррарский мрамор, его поверхность имеет лёгкий равномерный оттенок серого.